# Silbenmethode

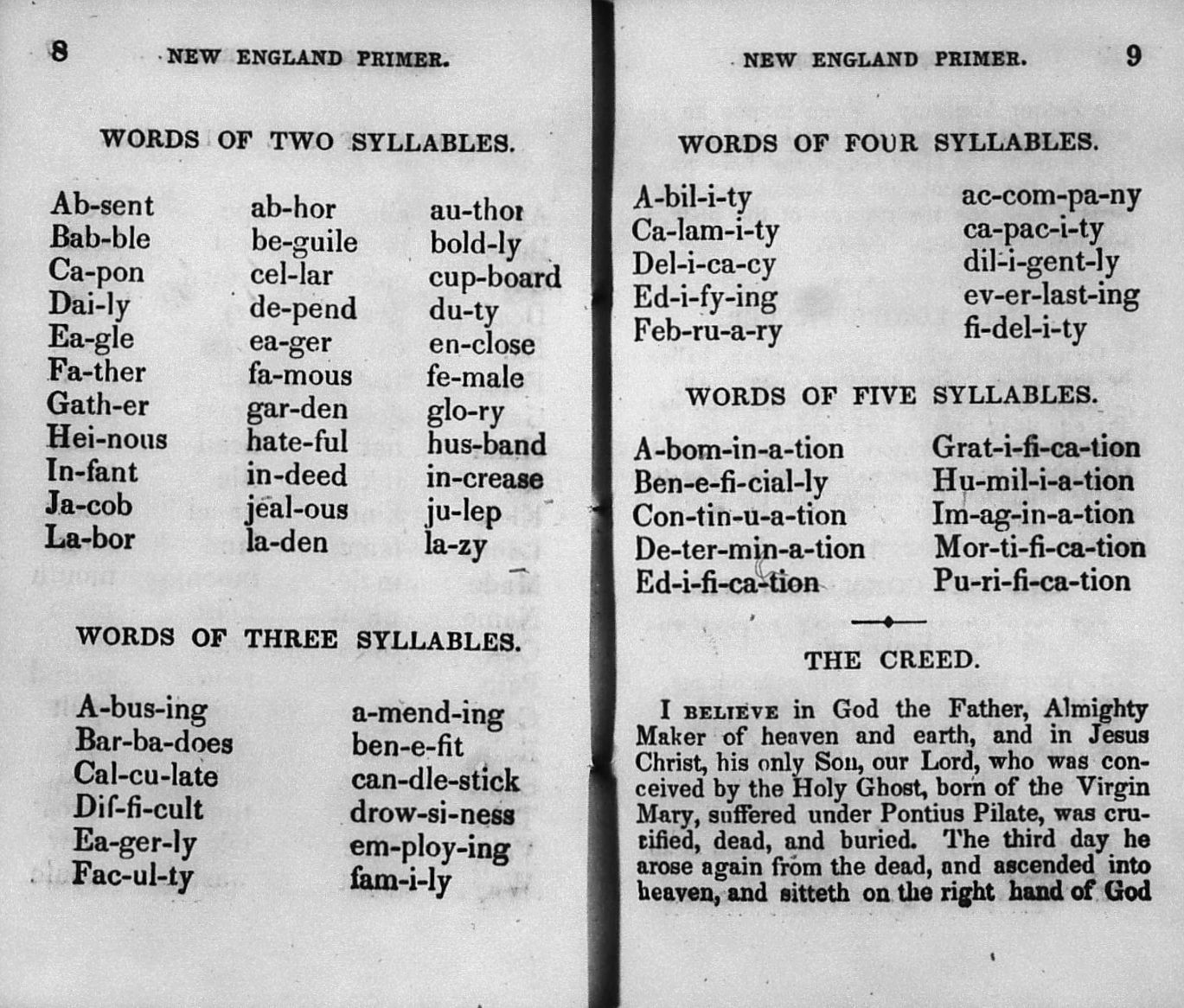
Der New England Primer aus dem 17. Jahrhundert enthielt neben dem Alphabet die „Easie Syllables for Children“, ein-, zwei-, drei-, vier-, fünf- und manchmal sechssilbige Wörter zum Üben.

Die Silbenmethode ist eine didaktische Methode, die in der Grundschul- und Erwachsenenpädagogik angewendet wird, vor allem bei der Alphabetisierung. Die Silbenmethode ist eine synthetische Methode des Lesenlernens.

## Definition, Vor- und Nachteile

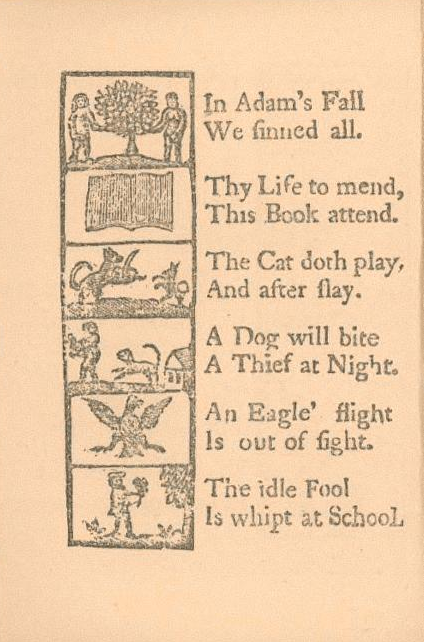
Beispiel aus dem New England Primer

Methoden, die mit Wortelementen, mit Buchstaben (Alphabet-Buchstabiermethode), mit Lauten (synthetische Lautmethode) oder mit Silben (Silbenmethode) beginnen, werden als synthetische Methoden bezeichnet. Sie werden so genannt, weil die Buchstaben, Laute und Silben kombiniert (synthetisiert) werden müssen, um Wörter zu bilden. Die Silbenmethode ist eine der drei synthetischen Methoden des Lesenlernens, bei der Silben zu Wörtern kombiniert werden. Sie wird beispielsweise in afrikanischen Sprachen wie dem sudanesischen Dinka verwendet. Da die Strukturanalyse auf der Silbenanalyse basiert, ist ein Silbenansatz ein wesentlicher Aspekt des heutigen Leseprogramms.
Bei der Silbenmethode werden Silben als Schlüsseleinheiten gelehrt, die dann als Grundbausteine verwendet werden, um neue Wörter zu bilden. Diese Methode wird teilweise angewandt, um das Problem der Aussprache der Konsonanten zu überwinden, die bei der phonetischen Methode separat vorkommen, Vokale werden manchmal separat gelehrt. Bei dieser Methode werden Silben oft durch Assoziation mit einem Schlüsselwort gelehrt. Die Silbenmethode bildet die Grundlage vieler Programme auf der Welt, hauptsächlich für Sprachen, die phonetisch geschrieben werden. Silben werden normalerweise in einer logischen Reihenfolge entsprechend ihrer wahrgenommenen Schwierigkeit gelehrt und nicht entsprechend ihres natürlichen Vorkommens. So wird beispielsweise im Zulu die Silbe „mais“ vor der Silbe „ntsha“ gelehrt. Als Beispiel dient etwa ein Bild einer Mutter (umama), das als „umama“ auf die Schultafel geschrieben wird und von dort aus fährt man mit dem Unterrichten der Silben des Wortes fort (u/ma/ma).
Silbenmethoden haben ähnliche Vor- und Nachteile wie phonetische Methoden, außer dass sie das Problem der getrennten Aussprache von Konsonanten vermeiden. Bei Sprachen, die sehr phonetisch geschrieben werden, ist der Übergang zur Bildung ganz neuer Wörter schnell und die Lernenden entwickeln sehr früh ein Gefühl von Selbstvertrauen und Geschick. Allerdings besteht die Tendenz, auf einem relativ grundlegenden Kompetenzniveau zu verharren (gut im Silbenlesen und im Bilden neuer Wörter mit diesen Silben sein, aber nicht in der Lage sein, den Sinn des Wortes zu erkennen) und der Lernprozess wird sowohl für den Lernenden als auch für den Lehrer zum mechanischen Vorgang.
Die Anwendung der Silbenmethode sollte mit Medienbildern unterstützt werden, damit die Schüler mehr Interesse am Lesenlernen haben. Während andere Leseunterrichtssysteme sich auf die Rechtschreibung (wie Buchstaben geschrieben werden) oder nur auf Phoneme (Aussprache) konzentrieren, ermöglicht die Silbenmethode die Kombination dieser beiden Aspekte, lehrt die Aussprache von Silben und lehrt schrittweise, wie Wörter und Phrasen verwendet werden, um sie zu bilden.
Das New England Primer verwendete im 17. Jahrhundert sowohl die Alphabet- als auch die Silbenmethode mit einem Bilderalphabet und Silben mit Reimen für jeden Buchstaben, wie zum Beispiel: „In Adam's fall , We sinned all“.

## Anwendungen
Die Silbenmethode wird auch als Erstlesemethode im muttersprachlichen Grundschulunterricht eingesetzt. Sie findet auch in der Erwachsenenalphabetisierung von Migranten Anwendung.
Im Alphabetisierungsunterricht in deutscher Sprache konnte sich die analytische Methode (also der Weg von den größeren Einheiten der Sprache (Sätze und Wörter) zu den kleineren Einheiten (Buchstaben und Laute)) nie durchsetzen. Hingegen eignen sich die synthetischen Methoden: Silbenmethode, Anlautmethode, Sinnlautmethode, Artikulationsmethode (also die Buchstabeneinführung beginnend bei den kleineren Einheiten (Buchstaben und Laute) zu den größeren Einheiten (Silben, Morpheme, Wörter und Sätze)).

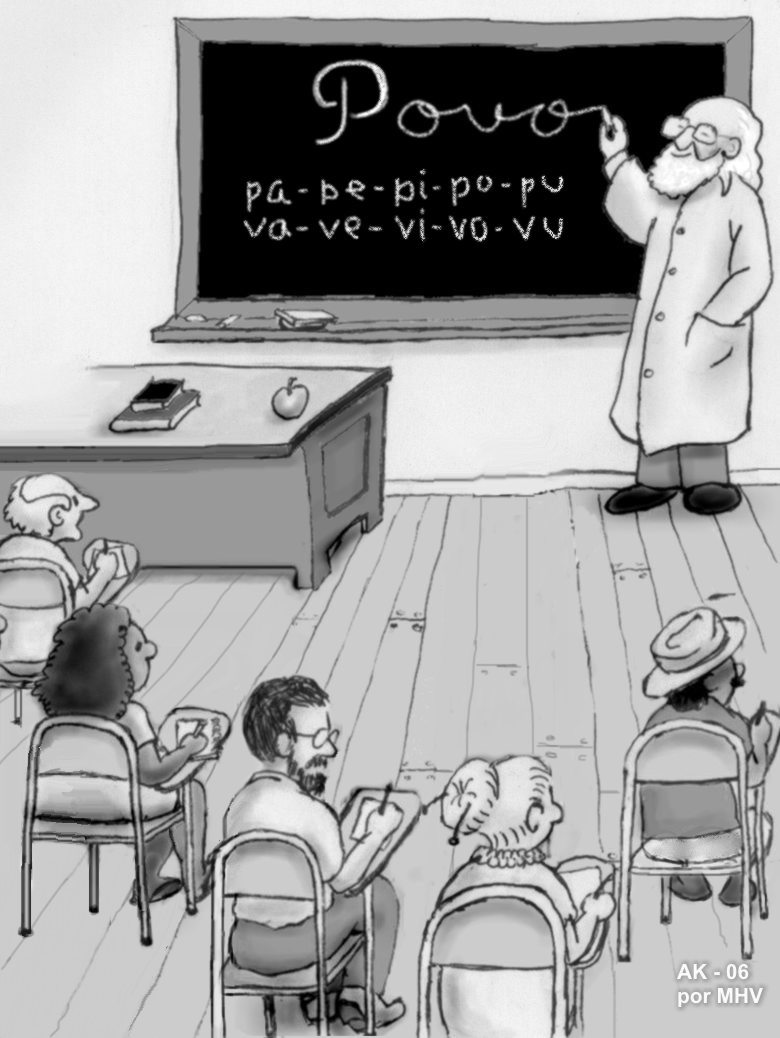
Die Methode des Paulo Freire

Interessant ist diesbezüglich die Methode von Paulo Freire, deren Hauptmerkmal eine starke Orientierung an den Teilnehmenden ist. Ausgehend von einigen wenigen, aber existenziell wichtigen Wörtern, werden ganze Lektionen aufgebaut. Hierbei bedient sich die Methode der Silbenmethode, da Freire seine Methode für das Portugiesische entwickelt hat. Für das Deutsche ist dies kritisiert worden, weil die Silbenstruktur insgesamt komplexer als im Portugiesischen ist. Ferner setzt diese Methode eine gemeinsame Sprache und zumindest fortgeschrittene Deutschkenntnisse voraus, um durch Diskussionen ein Bewusstsein für den Zusammenhang zwischen Schriftunkundigkeit und der eigenen Lebenssituation zu schaffen. Freire kombinierte die Schlüsselwortmethode mit der Silbenmethode, das im Deutschen an seine sprachlichen Grenzen stößt, da im Deutschen viele bedeutsame Wörter keine Silbenwörter sind, sondern komplexere Konsonantenverbindungen enthalten (zum Beispiel das einsilbige Wort „Schmerz“).
Darüber hinaus wendet man die Silbenmethode heute an, um zum Beispiel den Schweregrad der Beeinträchtigung bei Patienten mit spasmodischer Dysphonie (SD) zu diagnostizieren, sofern sie zum Beispiel deutsch- oder englischsprachig sind, bei Japanern hingegen wendet man die Mora-Methode an, da die Mora die phonologisch isochronische Einheit im Japanischen ist. Anstelle von Morae wird der Schweregrad der SD durch den Anteil der beeinträchtigten Silben dargestellt. Darüber hinaus können solche Methoden auf andere Sprachen angewendet werden, indem die entsprechende phonologische Einheit (entweder Mora oder Silbe) verwendet wird.

## Geschichte
Der Missionar Chrestien Le Clercq brachte 1655 mit einem selbst erfundenen Silben-Alphabet den Algonkin eine europäische und eine „indische“ Sprache bei.
Reverend James Evans erfand 1840 ein System, um die indianischen Stämme der Hudson – Bayregion seine Gebete zu lehren, wozu schon 1841 Lehrbücher gedruckt wurden.
Der katholische Missionar Adrien-Gabriel Morice (27. August 1859 bis 21. April 1939) berichtete um 1889, dass mit der neu erfundenen Silbenmethode „die Indianer ihre Sprache mit wunderbarer Leichtigkeit lesen und schreiben lernten, ohne regulären Schulunterricht“. Seine Methode gründete auf jener Evans’ und wurde 1889 vervollkommnet.
Im Laufe der Zeit wurden weitere Methoden zum Rechtschreibunterricht entwickelt. Dazu gehören: (1) der alphabetische Ansatz, bei dem die Beherrschung einzelner Buchstaben durch die Fähigkeit, diese zu benennen, betont wird; (2) die Syllabarium- oder Silbenmethode; (3) die Wortmethode, bei der die Rechtschreibung eines ganzen Wortes von Anfang an gelehrt wird, anstatt es in Teile zu zerlegen; (4) die Phonics-Methode, bei der der Schwerpunkt auf den Buchstabenlauten liegt; (5) die linguistische Methode, ein Ansatz, der auf Phonem-Graphem-Korrespondenzen basiert; und (6) die „Test-Studie-Test“-Methode.
Der New England Primer von 1690 und das Webster American Spelling Book von 1793 basierten auf der Alphabetmethode. Aus der Silbenmethode (ebenfalls eine synthetische Methode) leitet sich das Unterrichten der Phonogrammeinheiten ab. Aus der linguistischen Methode ergibt sich die Bedeutung, Kindern beizubringen, den alphabetischen Code zu knacken oder ein Kodierungssystem zu entwickeln.

## Unterscheidung zur silbenanalytischen Methode
Die silbenanalytische Methode (nicht zu verwechseln mit der Silbenmethode) konzentriert sich auf die betonte Silbe eines Wortes im Gegensatz zu unbetonten Silben. Die Silbenmethode eignet sich besonders gut als Startphase für Zielsprachen, die hauptsächlich aus einfachen Konsonant-Vokal- oder Vokal-Konsonant-Silben bestehen (z. B. Portugiesisch und Italienisch) und Konsonantencluster nur in begrenztem Umfang verwenden. Bei anderen europäischen Sprachen wie Tschechisch, Englisch, Französisch, Niederländisch und Deutsch funktioniert der Silbenansatz jedoch weniger gut, da diese Sprachen viele Konsonantencluster verwenden oder ihre Orthographien in hohem Maße auf Betonungsmustern beruhen. Die für die sogenannte silbenanalytische Methode (nicht zu verwechseln mit der oben erwähnten Silbenmethode) typischen Übungstypen konzentrieren sich daher auf die betonte Silbe eines Wortes im Gegensatz zu unbetonten Silben. Beispielsweise ist der Buchstabe E in deutschen Wörtern in unbetonten Silben ein Schwa-Laut, in betonten Silben jedoch ein /e:/ oder /ɛ/. Die für die silbenanalytischen Methode typischen Übungen konzentrieren sich daher auf die Analyse von Betonungsmustern auf Wortebene, wobei größere Kreise oder Punkte für betonte Silben und kleinere für unbetonte Silben verwendet werden.

## Kritik an Farbcodierung

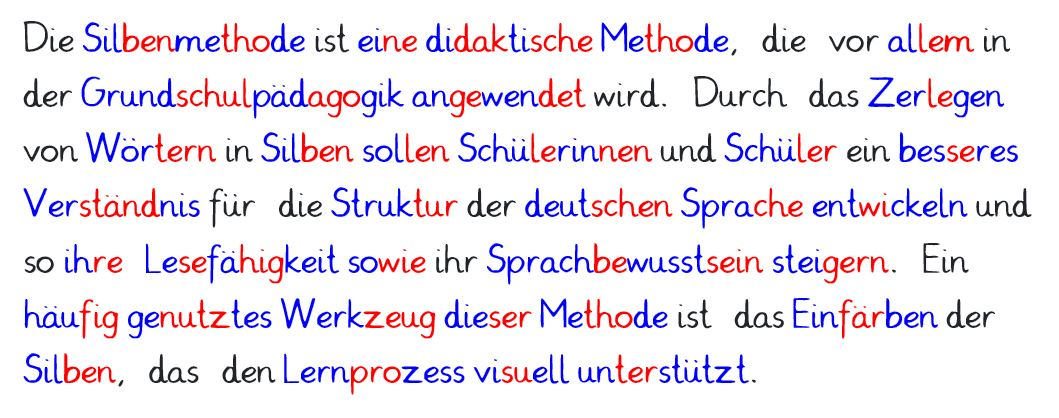
Text mit farbigen Hervorhebungen der einzelnen Silben

Eine andere Methode der Silbenmethode basiert auf der Annahme, dass Farbinformationen dabei helfen, Objekte zu identifizieren und sich Informationen besser zu merken. Lehrwerke, die mit der Silbenmethode in Anlehnung die silbenanalytische Methode arbeiten, sind Lilos Lesewelt, Karibu, Piri Fibel und das ABC der Tiere, die mit unterschiedlich eingefärbten Silben die bessere visuelle Erkennung unterstützen, aber keine in betonte oder unbetonte Silben verdeutlichen.
In Deutschland kürzlich erschienene Leseanfängerbücher verwenden Farbcodierung, um Wörter auf Grundlage der Silbenanalyse in Silben zu segmentieren. Dieser Ansatz erleichtert jedoch nicht unbedingt die metasprachliche, morphologische Wortanalyse und das Verständnis, wie behauptet. Beispielsweise ist die Silbenzerlegung des Wortes ge-hen eine phonologische Hilfe, sie verschleiert jedoch die Wortwurzelbedeutung geh und suggeriert unbeabsichtigt das häufig vorkommende Präfix des Partizips Präteritum ge-. Dieser Effekt wird bei dem Wort ge-ge-ben noch verstärkt. Außer dem Partizip Präteritum ge- enthält keines der Silbenelemente semantische Informationen. Diese Silbe kommt jedoch zweimal vor und das mutmaßliche Suffix -ben enthält keine semantischen Informationen. Erst durch die Hervorhebung der Wortwurzel in der morphologischen Segmentierung werden alle Wortelementfunktionen offensichtlich: ge-geb-en. Diese Form der Strukturierung verdeutlicht die drei Elemente: Perfekt-Partizip – Wortstamm „geben“ – Infinitiv-Verb-Suffix, das auch für das Perfekt-Partizip-Suffix bei starken Verben verwendet wird.
Durch das Zerlegen von Wörtern in Silben sollen Erstlesende ein besseres Verständnis für die Struktur der deutschen Sprache entwickeln und so ihre Lesekompetenz sowie ihr Sprachbewusstsein steigern. Meist sind die Silben unterschiedlich in zwei kontrastreichen Farben eingefärbt und mit Silbenbögen untermalt und unterteilt. Die einzelnen Silben sind dabei durch die zweifarbige Schreibung der Wörter hervorgehoben. Die Silbenmethode ist zudem ein synthetisch-phonologischer Ansatz. Die Silbengliederung wird durch Sprechen und dabei gleichzeitigem Klatschen und Schreiten erlernt. Die Silbenmethode hat deshalb ein hohes Perzeptionpotential.

## Verschmelzung zur analytisch-synthetische Methode
Bedeutende Persönlichkeiten wie Comenius, Basedow, Trapp, Pestalozzi, Fröbel, Montessori haben sich mit dem Lesen- und Schreibenlernen beschäftigt, unterschiedliche Methoden entwickelt und favorisiert:
- Synthetische Methoden beginnen mit einzelnen Buchstaben und Lauten, die zu Silben und Wörter kombiniert werden, später zu Sätzen.

- Ganzheitliche Verfahren gingen nicht von isolierten Elementen aus, sondern direkt von Wörtern, Sätzen oder Texten, die erst nach einer Phase des „naiv-ganzheitlichen“ Lesens (ohne Kenntnis der Buchstaben-Laut-Verbindungen) durchgliedert wurden.

- Analytisch-synthetische Verfahren setzten sich schließlich durch: Sie starten mit gesprochenen Wörtern oder Sätzen und deren schriftlicher Darstellung, analysieren alle Elemente, die im Sprech- und Schriftwort enthalten sind und verbinden sie durch Synthese unmittelbar wieder. In der heutigen Form wurde das analytisch-synthetische Verfahren am Anfang des 20. Jahrhunderts vorgestellt.[19]

Zunächst wird bei der analytisch-synthetischen Methode die Folge der einzelnen Laute eines gesprochenen Wortes analysiert, dann den analysierten Lauten Buchstaben zugeordnet und abschließend das Wort schriftlich mittels Buchstaben wieder synthetisiert.

## Abgrenzung zu anderen Verfahren
Im Gegensatz zur Worttrennung, die sich im Deutschen nach der Sprechsilbe richtet, erfolgt bei der Silbenmethode kein Zeilenumbruch mit Trennungsstrich.